# Ermenonville
Ermenonville är en kommun i departementet Oise i regionen Hauts-de-France i norra Frankrike. Kommunen ligger i kantonen Nanteuil-le-Haudouin som tillhör arrondissementet Senlis. År 2022 hade Ermenonville 927 invånare. Den 2 juli 1778 avled filosofen Jean-Jacques Rousseau i Ermenonville.

## Befolkningsutveckling
Antalet invånare i kommunen Ermenonville
| Referens: INSEE |